# Rio Albarine
O rio Albarine é um rio localizado no departamento de Ain, afluente do rio Ain, por sua vez afluente do rio Ródano.
Da sua nascente até à foz, passa pelas seguintes comunas:
- Brénod, Corcelles, Champdor, Hauteville-Lompnes, Chaley, Tenay, Argis, Oncieu, Saint-Rambert-en-Bugey, Torcieu, Bettant, Ambérieu-en-Bugey, Saint-Denis-en-Bugey, Château-Gaillard, Leyment, Saint-Maurice-de-Rémens, Châtillon-la-Palud